# Roberto Richeze
Roberto Antonio Richeze Araquistain (25 oktober 1981) is een Argentijns wielrenner.Zijn broers Maximiliano, Mauro en Adrián zijn ook wielrenner (geweest).

## Carrière
Roberto begon zijn carrière in 2007 bij de Italiaanse ploeg Universal Caffè-Ecopetrol. Het jaar daarop verkaste hij naar Katay Cycling Team. Sinds 2009 fietst hij voor de Hongaarse ploeg Betonexpressz 2000-Universal Caffé, dat tegenwoordig Ora Hotels–Carrera heet. In 2010 behaalde Richeze zijn eerste overwinning door de Trophée Princier te winnen.

## Palmares

### Overwinningen
2010 - 1 zege
Challenge Du Prince - Trophée Princier

## Ploegen
- 2007 –  Team Universal Caffe'-Ecopetrol
- 2008 –  Katay Cycling Team
- 2009 –  Betonexpressz 2000-Limonta
- 2010 –  Betonexpressz 2000-Limonta
- 2011 –  Ora Hotels-Carrera